# TRUE SONG
『TRUE SONG』（トゥルー・ソング）は、日本のロックバンド・Do As Infinityが2002年12月26日にavex traxから発売した4枚目のオリジナルアルバムである。
2005年2月16日には廉価版紙ジャケット仕様の期間限定生産盤として、2008年11月10日にはメジャーデビュー10周年突入を記念してHQCD規格の期間限定生産盤としてそれぞれ再発売された。

## 内容
前作『Do The Best』から約9ヶ月ぶり、オリジナルアルバムとしては前作『DEEP FOREST』から約1年3ヶ月ぶりの作品で、映像作品『真実の詩』と同時発売された。
タイトルは前作のタイトルがTで終わっているため、T始まりとなっている。今作より長尾大はプログラミングの担当から外れ、作曲のみの担当となった。また、メジャーデビューからプロデューサーを務めた松浦勝人がエグゼクティブプロデューサーに、その補佐を担うコ・プロデューサーの千葉龍平がゼネラルプロデューサーに異動したため今作より実質的にセルフプロデュース体制となった。
オリジナルアルバムとしては初めてCCCD規格で発売され、初回プレス仕様にはシークレットトラックが収録された。
オリコンチャート初登場5位を獲得。順位は落としたものの、前作に続き年間チャート入り、日本レコード協会からのゴールドディスク認定を受けている。

## 収録曲
| 全作詞・作曲: D・A・I、全編曲: D・A・I、Seiji Kameda。 |                                                    |         |            |       |
| #                                                      | タイトル                                           | 作詞    | 作曲・編曲 | 時間  |
| 1.                                                     | 「空想旅団」                                       | D・A・I | D・A・I    | 4:56  |
| 2.                                                     | 「under the sun」                                  | D・A・I | D・A・I    | 4:06  |
| 3.                                                     | 「Good for you」                                   | D・A・I | D・A・I    | 3:50  |
| 4.                                                     | 「I can't be myself」                              | D・A・I | D・A・I    | 4:01  |
| 5.                                                     | 「Perfect Lady」                                   | D・A・I | D・A・I    | 3:40  |
| 6.                                                     | 「真実の詩」                                       | D・A・I | D・A・I    | 4:14  |
| 7.                                                     | 「Grateful Journey」                               | D・A・I | D・A・I    | 4:16  |
| 8.                                                     | 「One or Eight」                                   | D・A・I | D・A・I    | 3:30  |
| 9.                                                     | 「sense of life」                                  | D・A・I | D・A・I    | 4:14  |
| 10.                                                    | 「轍-WADACHI-」                                    | D・A・I | D・A・I    | 4:50  |
| 11.                                                    | 「あいのうた」                                     | D・A・I | D・A・I    | 13:38 |
| 12.                                                    | 「遠くまで ～3rd Anniversary Special Live Ver.～」 | D・A・I | D・A・I    |       |
| 合計時間:                                              | 合計時間:                                          | 55:15   |            |       |

### 解説
1. 空想旅団
今作のリード曲。
2. under the sun
両A面からなる、13thシングルの表題1曲目。
3. Good for you
4. I can't be myself
5. Perfect Lady
6. 真実の詩
14thシングルの表題曲にして今作の表題曲。
7. Grateful Journey
8. One or Eight
14thシングルのカップリング曲。
9. sense of life
10. 轍-WADACHI-
11. あいのうた
12. 遠くまで ～3rd Anniversary Special Live Ver.～
シークレットトラック。8thシングルの表題曲のライブバージョン。

## 参加ミュージシャン
Do As Infinity
- 伴都美子：Vocals & Chorus
- 大渡亮：Guitar & Chorus
- 長尾大

Support Musician
- 中山信彦：Programmed
- 飯田高広：Programmed
- 河村智康：Drums
- 村石雅行：Drums
- 亀田誠治：Bass
- 上杉洋史：Keyboards
- 皆川真人：Keyboards
- 大平勉：Keyboards
- 藤田乙比古：French Horn
- 呉汝俊：Jinghu
- 弦一徹：Violin
- 金原ストリングス：Strings

## タイアップ
- フロム・ソフトウェア製Xbox専用ゲームソフト『叢-MURAKUMO-』CMソング (#2)
- 日本テレビ系列アニメ『犬夜叉』2代目エンディングテーマ (#6)
- WOWOWスポーツ中継番組『ヨーロッパサッカー』イメージソング (#8)